# Луполово (Кировоградская область)
Лу́полово (укр. Луполове) — село в Благовещенской городской общине Голованевского района Кировоградской области Украины, расположенное на 271 км трассы М-05/E 95 Киев — Одесса, на левом берегу реки Южный Буг.

## История

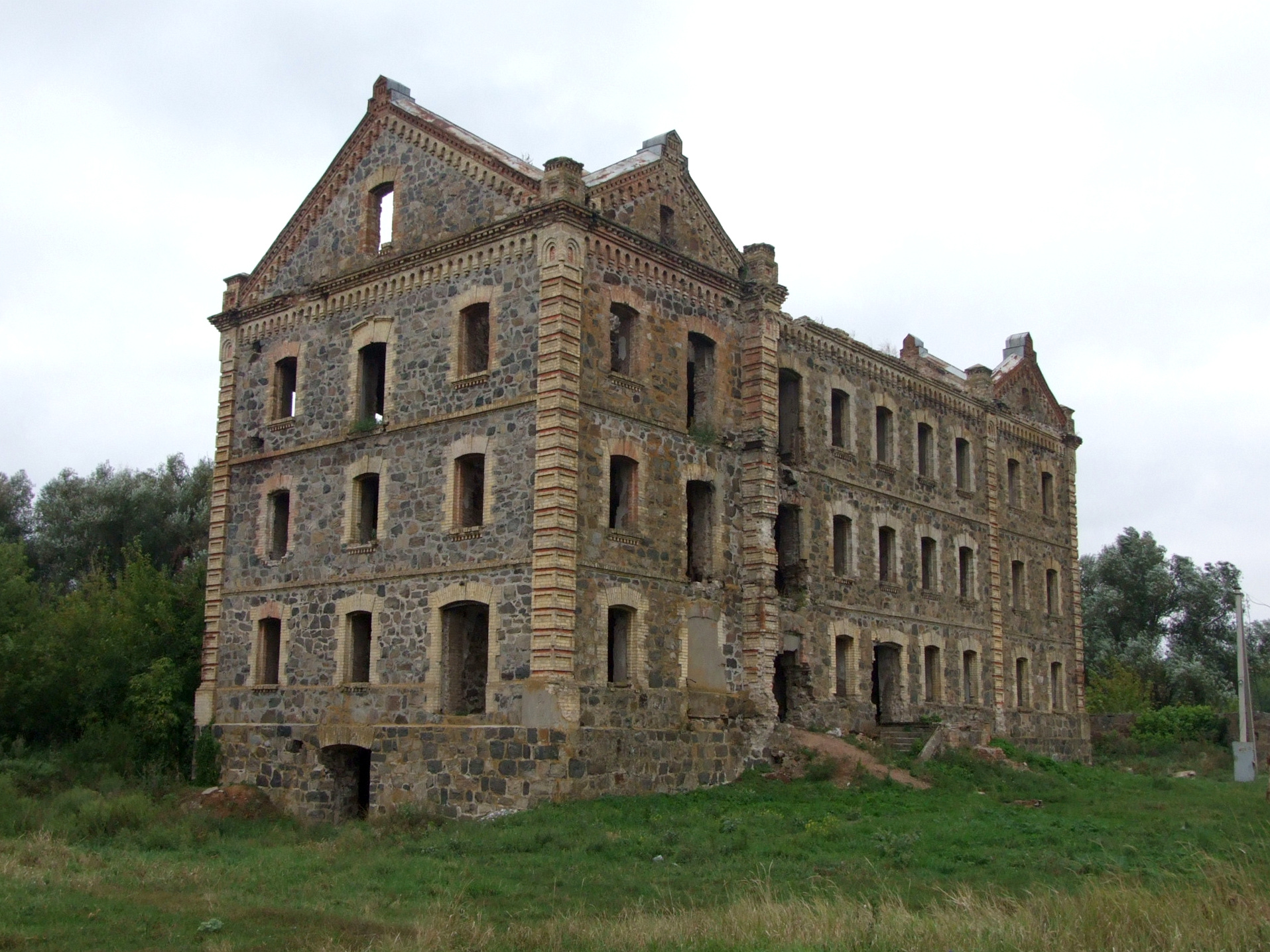
Руины водяной мельницы постройки конца 19 века

Село было основано в середине XVIII века в составе Речи Посполитой. Существует предание, что название села произошло от фамилии пастуха Лупул, означающей в переводе с молдавского «волк».
В 1878 году в селе была возведена церковь Параскевы, которая не сохранилась до настоящего времени.
Основными занятиями жителей села были земледелие, столярство и ткачество.
В годы войны село было захвачено немецкими войсками, устроившими расстрел части мирных жителей.
В 1947-48 гг. на территории с. Греновки (ныне в составе с. Луполово, Греновський заказник) исследовалось Греновское поселение раннего этапа трипольской культуры.
До 2020 года село входило в Благовещенский район